# Église réformée Notre-Dame de Saint-Prex
L'église réformée Notre-Dame de Saint-Prex, également appelée temple de Saint-Prex, est un lieu de culte protestant situé dans la commune de Saint-Prex, en Suisse. La paroisse est membre de l'Église évangélique réformée du canton de Vaud.

## Histoire
Plusieurs églises successives ont été bâties à Saint-Prex. La première d'entre elles, construite sur les restes d'un mausolée gallo-romain, date du Ve siècle. 150 ans plus tard, l'évêque de Lausanne Protais meurt dans les environs à la suite d'un accident survenu lors de travaux liés à la construction de la première cathédrale de Lausanne ; son corps est enterré dans la nef de la chapelle. Parallèlement, le bourg change son nom de Basuges en Saint-Prex. Plus tard, au XIVe siècle, ses reliques sont déplacées (translatio) à la cathédrale Notre-Dame de Lausanne. Il est représenté sur les stalles de la cathédrale.
En 885, l'église dédiée à la Vierge Marie est placée sous l'autorité de l'évêque de Lausanne.
Au XIIe siècle, l'église est agrandie et transformée avec 3 absides et un clocher, transformé plus tard par l'adjonction d'une flèche. Elle devient à cette époque une étape du pèlerinage de Saint-Jacques-de-Compostelle, rôle que semblent évoquer aussi deux chapiteaux du chœur sculptés de coquilles. Pendant la période gothique, l'édifice est transformé par suppression des bas-côtés, ce qui rétrécit l'espace de la nef.
L'église passa au culte protestant après l'invasion bernoise de 1536 et l'imposition de la Réforme protestante. Le bâtiment, rénové et restauré en 1912, a été classé monument historique vaudois en 1900, monument historique de la Confédération en 1912, et est inscrit comme bien culturel suisse d'importance nationale. Il a obtenu la note 1 au recensement architectural du canton de Vaud.
Il y subsiste des traces d'une fresque médiévale représentant probablement la Jérusalem céleste environnée d'anges.

## Le Choeur
Le choeur carré de l’église, d’environ sept mètres de côté, représente la moitié de la longueur de la nef avec une hauteur maximale de neuf mètres. Les trois faces du chevet comptent une élégante arcature aveugle, supportée par de simples piliers et des colonnettes au fût cylindrique ou polygonal, munies chacune d’une base et d’un chapiteau ouvragés.
Le choeur s’ouvre sur la nef par un très bel arc triomphal utilisant au maximum l’ordonnance des structures du chevet. Il s’agit d’un arc brisé. La poutre qui reliait ses deux côtés a disparu à la Réforme, ainsi que la grille de son jubé (les trous des grilles sont toujours visibles dans le bas du pilier).
Les chapiteaux montrent des volutes, des crochets, des denticules et, tout en haut, des coquillages.
Les vitraux du choeur, datant de la dernière restauration de 1978, sont l’oeuvre de l’artiste-verrier Bodjol : la symbolique du dessin représente, dans des tons chauds et clairs, le pain et le vin de la Cène. Ils ornent les baies du chevet, rétablies dans leurs dispositions originelles

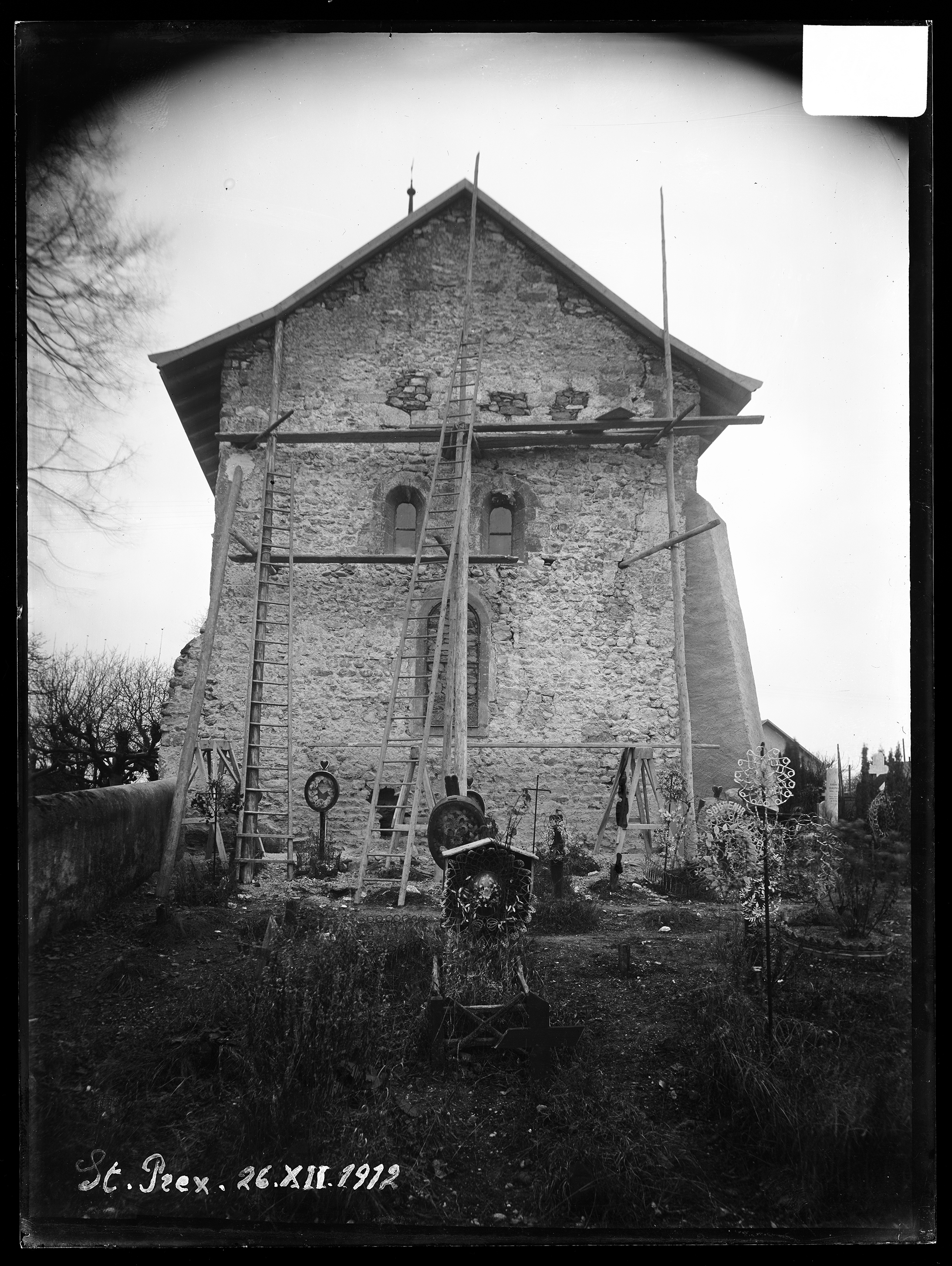
Chœur de l’église, photographie par Albert Naef, 1912
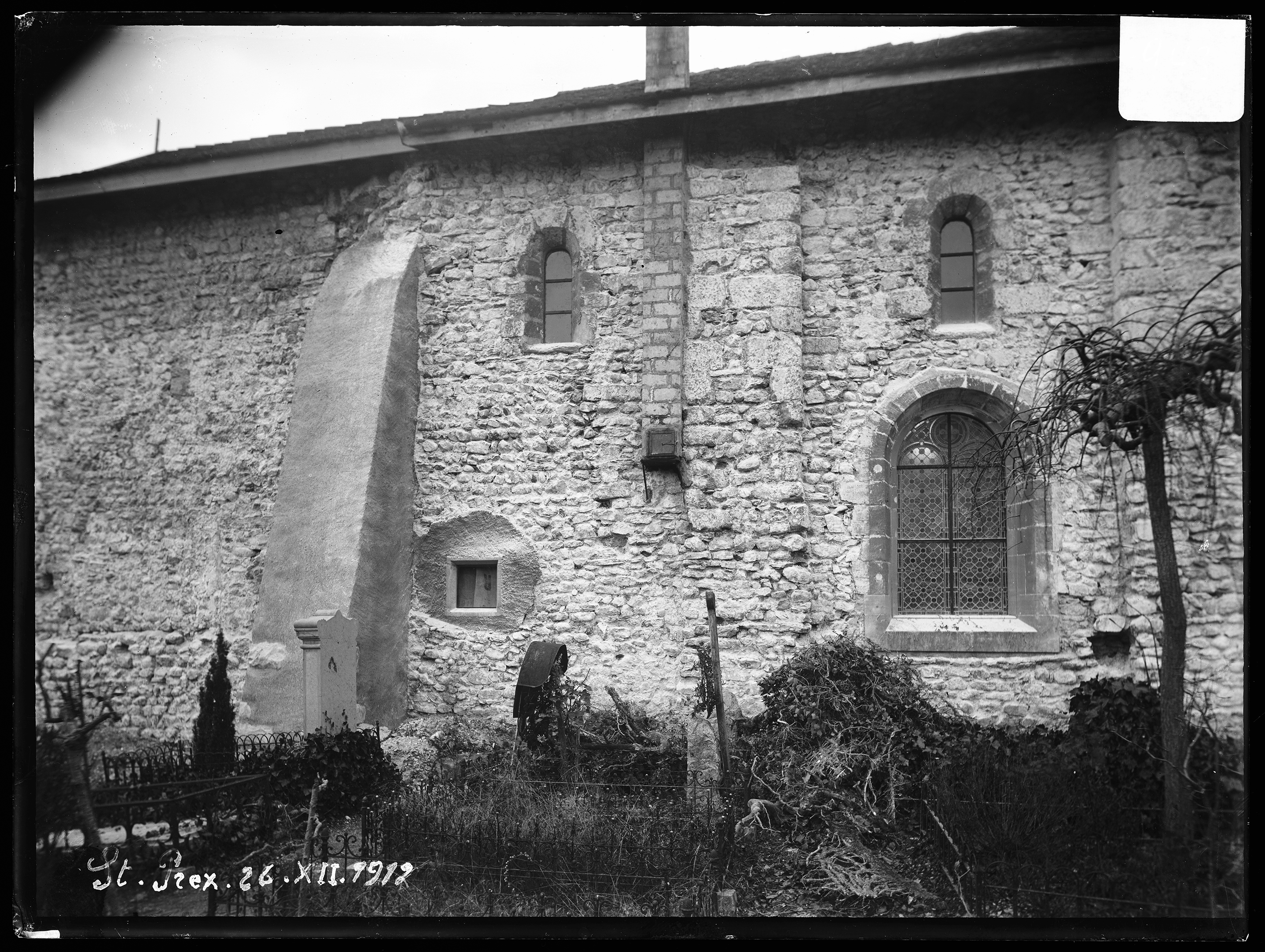
Façade méridionale, 1912
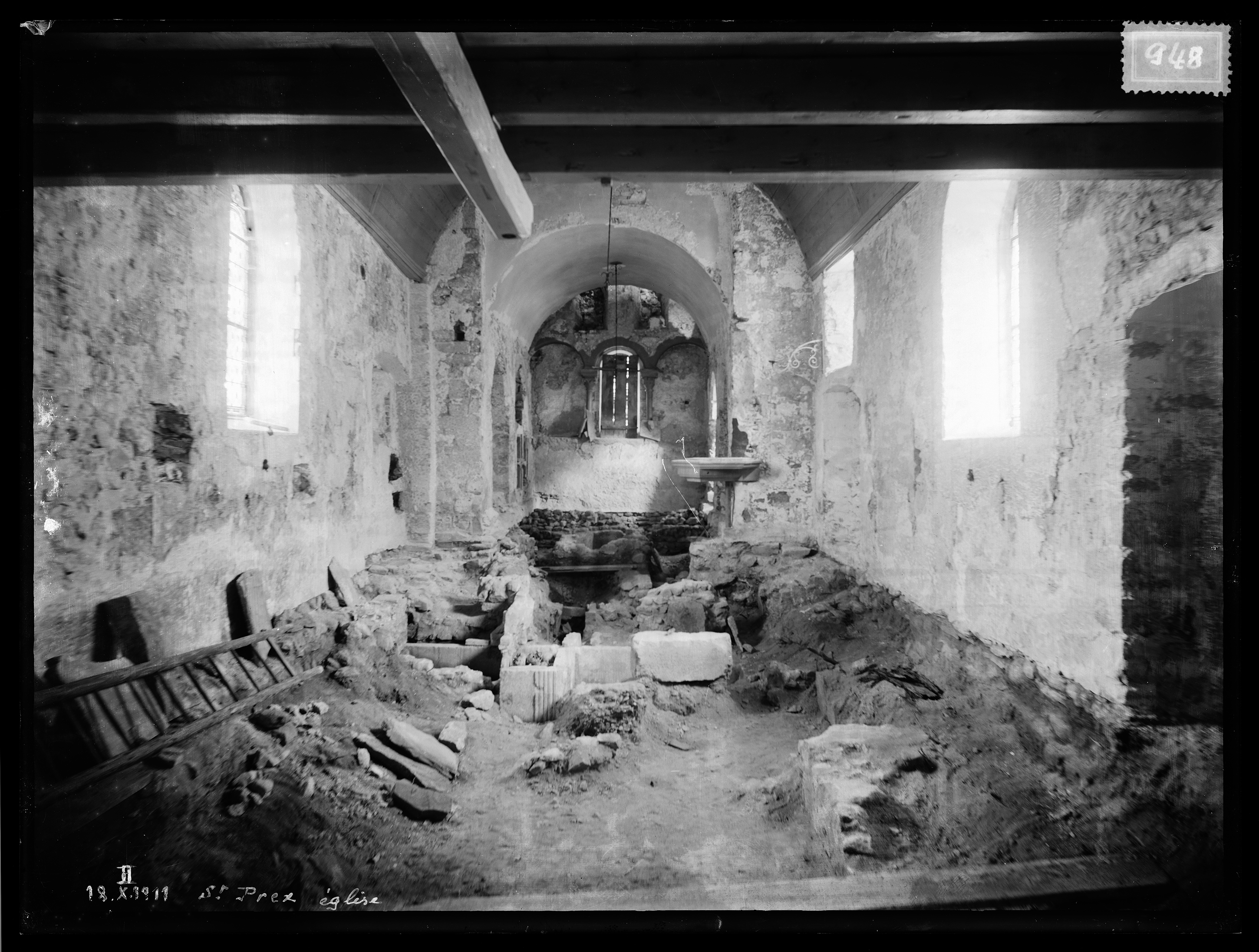
Vue intérieure pendant les fouilles, 1912 (Archives cantonales vaudoises)